# Taranto Football Club 1927 2014-2015
Questa pagina raccoglie i dati riguardanti la Taranto Football Club 1927 nelle competizioni ufficiali della stagione 2014-2015.

## Stagione
Il Taranto, in questa stagione, viene eliminato al primo turno eliminatorio di Coppa Italia e al secondo turno di Coppa Italia di Serie D.
In campionato conquista il secondo posto, classificandosi per la finale dei play-off del proprio girone. Vincendo lo scontro con il Potenza, accede alle fasi finali dei play-off utili a determinare una classifica di merito in caso di ripescaggio e/o riammissione, per completamento organico, alla Lega Pro 2015-2016; giunto in semifinale, viene sconfitto dal Sestri Levante.

## Divise e sponsor
Lo Sponsor ufficiale della stagione 2014-2015 è Birra Raffo mentre lo sponsor tecnico è Joma.
| Casa | Trasferta | Terza divisa |

## Organigramma societario
Fonte
Area direttiva
- Presidente: Domenico Campitiello
- Vicepresidente: Fabio Petrelli
- Direttore Operativo: Domenico Napoli
- Segretario: Rocco Gaetani

Area comunicazione
- Addetto Stampa: Carlo Termite

Area tecnica
- Allenatore: Michele Cazzarò (dal 25 marzo 2015)[2]
- Allenatore in seconda: Michele Califano
- Preparatore dei portieri: Franco Senatore
- Direttore sportivo:
- Magazziniere: Gaetano Visconte

Area sanitaria
- Medico sociale: Giuseppe Volpe
- Massaggiatore: Sante Simone

## Rosa
Fonte
| N. |                   | Ruolo | Calciatore            |
| -- | ----------------- | ----- | --------------------- |
|    | Italia (bandiera) | P     | Angelo Maraglino      |
|    | Italia (bandiera) | P     | Alessandro Mirarco    |
|    | Italia (bandiera) | P     | Gialuca Pizzaleo      |
|    | Italia (bandiera) | P     | Daniele Borra         |
|    | Italia (bandiera) | D     | Francesco Pambianchi  |
|    | Italia (bandiera) | D     | Daniele Marino        |
|    | Italia (bandiera) | D     | Giuseppe Colantoni    |
|    | Italia (bandiera) | D     | Nicholas Abedoy Ibojo |
|    | Italia (bandiera) | D     | Antonio Porcino       |
|    | Italia (bandiera) | D     | Fabio Prosperi        |
|    | Italia (bandiera) | D     | Benito Cicerelli      |
|    | Italia (bandiera) | C     | Giampaolo Ciarcià     |
|    | Italia (bandiera) | C     | Sabato Vaccaro        |

| N. |                   | Ruolo | Calciatore             |
| -- | ----------------- | ----- | ---------------------- |
|    | Italia (bandiera) | C     | Massimiliano Marsili   |
|    | Italia (bandiera) | C     | Fabio Oretti           |
|    | Italia (bandiera) | C     | Andrea Tarallo         |
|    | Italia (bandiera) | A     | Francesco Mignogna     |
|    | Italia (bandiera) | A     | Antonio Gaeta          |
|    | Italia (bandiera) | A     | Francesco Lecce        |
|    | Italia (bandiera) | A     | Giuseppe Genchi        |
|    | Italia (bandiera) | A     | Alessandro Gabrielloni |
|    | Italia (bandiera) | A     | Antonio D'Avanzo       |
|    | Italia (bandiera) | A     | Francesco Russo        |
|    | Italia (bandiera) | A     | Giuseppe Giglio        |
|    | Italia (bandiera) | A     | Piá                    |

## Risultati

### Serie D

#### Girone di andata
| Arbitro: | Cipriani (Empoli) |

|  |           |              |
|  | Marcatori | 62’ Mignogna |

| Arbitro: | Camplone (Pescara) |

|            |           |              |
| Genchi 81’ | Marcatori | 24’ Marzullo |

| Arbitro: | Cenami (Rieti) |

|  |           |                              |
|  | Marcatori | 18’ Mignogna 36’, 61’ Genchi |

| Arbitro: | Chindemi (Viterbo) |

|           |           |           |
| Gaeta 61’ | Marcatori | 27’ Zotti |

| Arbitro: | Sozza (seregno) |

|         |           |            |
| Raho 3’ | Marcatori | 52’ Genchi |

| Taranto 12 ottobre 2014 6ª giornata | Taranto        | 0 – 0 referto | Virtus Scafatese | Stadio Erasmo Iacovone\| Arbitro: \| Cudini (Fermo) \| |
| Arbitro:                            | Cudini (Fermo) |               |                  |                                                        |

| Arbitro: | Agostini (Bologna) |

|                              |           |                                  |
| Cortese 28’ Manzo 43’ (rig.) | Marcatori | 82’ Pambianchi 90+5’ Gabrielloni |

| Arbitro: | Sartori (Padova) |

|                 |           |  |
| Genchi 31’, 84’ | Marcatori |  |

| Gallipoli 2 novembre 2014 9ª giornata                           | Gallipoli | 1 – 1 referto   | Taranto | Stadio Antonio Bianco |
| \| \| \| \| \| Stranieri 41’ \| Marcatori \| 57’ Gabrielloni \| |           |                 |         |                       |
|                                                                 |           |                 |         |                       |
| Stranieri 41’                                                   | Marcatori | 57’ Gabrielloni |         |                       |

| Arbitro: | Nicoletti (Catanzaro) |

|                                 |           |              |
| Vigliotti 43’ (aut.) Oretti 90’ | Marcatori | 73’ Savarise |

| Arbitro: | Volpi (Arezzo) |

|            |           |  |
| Matera 46’ | Marcatori |  |

| Arbitro: | Gossetto (Schio) |

|                        |           |            |
| Genchi 18’ Porcino 32’ | Marcatori | 88’ maggio |

| Arbitro: | Detta (Mantova) |

|                       |           |            |
| Basso 33’ Palumbo 59’ | Marcatori | 90’ Marino |

| Taranto 7 dicembre 2014 14ª giornata                                     | Taranto   | 3 – 1 referto | Grottaglie | Stadio Erasmo Iacovone |
| \| \| \| \| \| Genchi 7’, 44’ (rig.), 90+4’ \| Marcatori \| 64’ Salvi \| |           |               |            |                        |
|                                                                          |           |               |            |                        |
| Genchi 7’, 44’ (rig.), 90+4’                                             | Marcatori | 64’ Salvi     |            |                        |

| Taranto 14 dicembre 2014 15ª giornata               | Taranto   | 1 – 0 referto | San Severo | Stadio Erasmo Iacovone |
| \| \| \| \| \| Gabrielloni 90+2’ \| Marcatori \| \| |           |               |            |                        |
|                                                     |           |               |            |                        |
| Gabrielloni 90+2’                                   | Marcatori |               |            |                        |

| Pozzuoli 21 dicembre 2014 16ª giornata                                   | Puteolana | 0 – 4 referto                          | Taranto | Stadio Domenico Conte |
| \| \| \| \| \| \| Marcatori \| 6’ Prosperi 25’, 57’ Genchi 85’ Giglio \| |           |                                        |         |                       |
|                                                                          |           |                                        |         |                       |
|                                                                          | Marcatori | 6’ Prosperi 25’, 57’ Genchi 85’ Giglio |         |                       |

| Arbitro: | Camplone (Pescara) |

|            |           |             |
| Giglio 49’ | Marcatori | 81’ De Vita |

#### Girone di ritorno
| Taranto 11 gennaio 2015 18ª giornata              | Taranto   | 1 – 0 referto | Gelbison | Stadio Erasmo Iacovone |
| \| \| \| \| \| Gabrielloni 54’ \| Marcatori \| \| |           |               |          |                        |
|                                                   |           |               |          |                        |
| Gabrielloni 54’                                   | Marcatori |               |          |                        |

| Cava de' Tirreni 18 gennaio 2015 19ª giornata  | Cavese    | 1 – 0 referto | Taranto | Stadio Simonetta Lamberti |
| \| \| \| \| \| Ausiello 21’ \| Marcatori \| \| |           |               |         |                           |
|                                                |           |               |         |                           |
| Ausiello 21’                                   | Marcatori |               |         |                           |

| Arbitro: | Acquapendente (Genova) |

|            |           |  |
| Genchi 81’ | Marcatori |  |

| Bisceglie 8 febbraio 2015 21ª giornata | Bisceglie           | 0 – 0 referto | Taranto | Stadio Gustavo Ventura\| Arbitro: \| Provesi (Treviglio) \| |
| Arbitro:                               | Provesi (Treviglio) |               |         |                                                             |

| Arbitro: | Annaloro (Collegno) |

|                        |           |           |
| Genchi 25’ (rig.), 72’ | Marcatori | 22’ Varsi |

| Arbitro: | Meocci (Siena) |

|              |           |                                      |
| Marcucci 29’ | Marcatori | 13’ Prosperi 54’ Genchi 92’ D'Avanzo |

| Arbitro: | Zufferli (Udine) |

|           |           |           |
| Genchi 7’ | Marcatori | 87’ Croce |

| Arbitro: | Sozza (Seregno) |

|  |           |             |
|  | Marcatori | 35’ Marsili |

| Arbitro: | Pasciuta (Agrigento) |

|                                         |           |                        |
| Mignogna 69’ Genchi 73’ Gabrielloni 95’ | Marcatori | 84’ Negro 88’ Di Maira |

| Frattamaggiore 22 marzo 2015 27ª giornata | Arzanese            | 0 – 0 referto | Taranto | Stadio Pasquale Ianniello\| Arbitro: \| Buonocore[11] (Marsala) \| |
| Arbitro:                                  | Buonocore (Marsala) |               |         |                                                                    |

| Arbitro: | De Remigis (Teramo) |

|                                                          |           |              |
| Genchi 9’ (rig.) Ciarcià 52’ Gabrielloni 70’ Porcino 89’ | Marcatori | 83’ Moscelli |

| Arbitro: | Nicoletti (Catanzaro) |

|            |           |                                     |
| Maggio 75’ | Marcatori | 49’ (rig.), 55’ Genchi 68’ Mignogna |

| Arbitro: | Guida (Salerno) |

|             |           |  |
| Marsili 54’ | Marcatori |  |

| Arbitro: | Detta (Mantova) |

|  |           |            |
|  | Marcatori | 65’ Genchi |

| Arbitro: | Chindemi (Viterbo) |

|                                       |           |                                         |
| Favetta 63’ De Bellis 73’ Colucci 77’ | Marcatori | 33’ Gabrielloni 69’ Genchi 90+4’ Giglio |

| Arbitro: | Cudini (Fermo) |

|                                    |           |  |
| Marino 27’ Marsili 75’ Ciarcià 76’ | Marcatori |  |

| Manfredonia 10 maggio 2015 34ª giornata | Manfredonia     | 0 – 0 referto | Taranto | Stadio Miramare\| Arbitro: \| Marotta (Sapri) \| |
| Arbitro:                                | Marotta (Sapri) |               |         |                                                  |

#### Play-off

##### Finale Girone H
| Arbitro: | Marchetti (Ostia Lido) |

|                             |           |  |
| Genchi 58’ (rig.) Ibojo 75’ | Marcatori |  |

##### Quarta fase
| Arbitro: | Di Gioia (Nola) |

|                   |           |  |
| Genchi 86’ (rig.) | Marcatori |  |

##### Quinta fase
| Arbitro: | Zingarelli (Siena) |

|                                  |                      |                                  |
| Giannone 42’                     | Marcatori            | 82’ Pambianchi                   |
| Giannone Oggiano Dalmazzi Neglia | Tiri di rigore 2 – 4 | Ibojo Ciarcià Giglio Gabrielloni |

##### Semifinali
| Arbitro: | Volpi (Arezzo) |

|                                          |           |            |
| Pescatore 64’ Longobardi 76’ Firenze 81’ | Marcatori | 49’ Genchi |

### Coppa Italia

#### Primo Turno
| Arbitro: | Perotti (Legnano) |

|                                                                |           |            |
| Carcuro 12’ Franchini 30’ Bellazzini 45’, 47’ (rig.) Siega 60’ | Marcatori | 27’ Genchi |

### Coppa Italia Serie D

#### Secondo Turno
| Arbitro: | Degli Esposti (Bologna) |

|  |           |                         |
|  | Marcatori | 70’ Difino 81’ Grimaudo |

## Statistiche

### Statistiche di squadra
| Competizione         | Punti | In casa | In casa | In casa | In casa | In casa | In casa | In trasferta | In trasferta | In trasferta | In trasferta | In trasferta | In trasferta | Totale | Totale | Totale | Totale | Totale | Totale | DR  |
| Competizione         | Punti | G       | V       | N       | P       | Gf      | Gs      | G            | V            | N            | P            | Gf           | Gs           | G      | V      | N      | P      | Gf     | Gs     | DR  |
| -------------------- | ----- | ------- | ------- | ------- | ------- | ------- | ------- | ------------ | ------------ | ------------ | ------------ | ------------ | ------------ | ------ | ------ | ------ | ------ | ------ | ------ | --- |
| Serie D              | 69    | 17      | 12      | 5       | 0       | 29      | 11      | 17           | 7            | 7            | 3            | 24           | 13           | 34     | 19     | 12     | 3      | 53     | 24     | +29 |
| Coppa Italia Serie D | -     | 1       | 0       | 0       | 1       | 0       | 2       | -            | -            | -            | -            | -            | -            | 1      | 0      | 0      | 1      | 0      | 2      | -2  |
| Coppa Italia         | -     | -       | -       | -       | -       | -       | -       | 1            | 0            | 0            | 1            | 1            | 5            | 1      | 0      | 0      | 1      | 1      | 5      | -4  |
| Totale               | 69    | 18      | 12      | 5       | 1       | 29      | 13      | 18           | 7            | 7            | 4            | 25           | 18           | 36     | 19     | 12     | 15     | 54     | 31     | +23 |

### Andamento in campionato
| Giornata  | 1 | 2 | 3 | 4 | 5 | 6 | 7 | 8 | 9 | 10 | 11 | 12 | 13 | 14 | 15 | 16 | 17 | 18 | 19 | 20 | 21 | 22 | 23 | 24 | 25 | 26 | 27 | 28 | 29 | 30 | 31 | 32 | 33 | 34 |
| --------- | - | - | - | - | - | - | - | - | - | -- | -- | -- | -- | -- | -- | -- | -- | -- | -- | -- | -- | -- | -- | -- | -- | -- | -- | -- | -- | -- | -- | -- | -- | -- |
| Luogo     | T | C | T | C | T | C | T | C | T | C  | T  | C  | T  | C  | C  | T  | C  | C  | T  | C  | T  | C  | T  | C  | T  | C  | T  | C  | T  | C  | T  | T  | C  | T  |
| Risultato | V | N | V | N | N | N | N | V | N | V  | P  | V  | P  | V  | V  | V  | N  | V  | P  | V  | N  | V  | V  | N  | V  | V  | N  | V  | V  | V  | V  | N  | V  | N  |
| Posizione | 1 | 3 | 2 | 3 | 5 | 5 | 6 | 5 | 5 | 5  | 6  | 6  | 6  | 6  | 4  | 3  | 3  | 3  | 3  | 3  | 3  | 3  | 3  | 3  | 3  | 3  | 3  | 3  | 3  | 2  | 2  | 2  | 2  | 2  |

Legenda:

Luogo: C = Casa; T = Trasferta. Risultato: V = Vittoria; N = Pareggio; P = Sconfitta.